# Adis Abeba
Adis Abeba  je glavni grad Etiopije (amharski: Adis Abäba "novi cvijet" oromski Finfinne) To je najveći grad u Etiopiji, s 3.384.569 stanovnika prema popisu stanovništva iz 2008. Adis Abeba je jedan od dva etiopska grada uz Dire Dawu koji je organiziran kao posebna upravna jedinica - grad ras gez astedader, te ima vlastitu regionalnu upravu - Kilil.
Adis Abeba je sjedište Afričke unije a bila je sjedište i prethodne organizacije Organizacije afričkog jedinstva, od samog utemeljenja 1963. Zbog tog Adis Abebu često zovu politička prijestolnica Afrike, radi njena povijesnog, diplomatskog i političkog značaja za kontinent. U gradu žive ljudi iz različitih regija Etiopije, više od 80 naroda koji govore 80 različitih jezika i pripadaju raznim vjerskim zajednicama. Adis Abeba je sjedište Sveučilišta Adis Abeba.
Grad leži u podnožju planine Entoto na prosječnih 2 400 m. Najniža točka u gradu je kod Zračne luke Bole - 2.326 m, na jugu grada, ali sjeverni dijelovi grada na planini Entoto leže na 3.000 m.

## Povijest
Adis Abeba je zapravo bio odabir carice Taytu Betul, a grad je osnovao njezin muž car Menelik II. 1886. Prvotno ime grada (Finfinne) preuzeto je od imena dijela starog naselja zvanog hora Finfinne ("vruća vrela") na oromskom jeziku.
Menelik, je isprva bio samo kralj Pokrajine Šoa, u to vrijeme osnovao je vojni logor na planini Entoto za vojne operacije prema jugu svog kraljevstva. Osobno je posjetilo taj kraj 1879. godine, i imao prilike razgledati ostatke srednjovjekovnog grada, i ruševine nedovršene kamene crkve, koji su svjedočili o etiopskoj prisutnosti u tim krajevima prije razarajućih napada Ahmad Grana. Njegov interes za to područje se povećao kad je njegova žena Taytu počela graditi crkvu na planini Entoto, tako da je i on izgradio drugu crkvu do nje.
Neposredna okolica Adis Abebe nije bila baš poticajna za osnutak većeg grada zbog nedostatka drva za ogrjev i vode, tako da je prvo naselje izgrađeno na južnoj planinskoj padini 1886. Carica Taytu izgradila je svoju skromnu rezidenciju pored "Filwoha" (termalnih izvora), jer je uživala u kupkama. Ostatak dvora i uprave kraljevstva naselio se u blizini njezina doma, Menelik II. proširio je ženin dom tako da je otada to postala službena Carska palača. Ime grada je izmijenjeno u Adis Abeba, službeno je postao glavni grad Etiopije kada je Menelik II. postao car Etiopije. Jedan od najvećih i najljepših doprinosa cara Menelika II., Adis Abebi koja je i danas vidljiva, je sadnja brojnih stabala eukaliptusa duž gradskih ulica.
Talijanske trupe okupirale su Adis Abebu 5. svibnja 1936., za vrijeme drugog Drugog talijansko-abesinskog rata. Nakon toga Adis Abeba bila je glavni grad Talijanske Istočne Afrike od 1936. do 1941. Grad su oslobodile jedinice britanske vojske i etiopske snage lojalne caru Selasiju u svibnju 1941.
Nakon Drugog svjetskog rata, došlo je do pravog vala antikolonijalističkih pokreta u Africi ranih 1960-ih. Etiopija kao praktički jedina neovisna afrička zemlja, imala je posebnu težinu u afričkim očima. Car Haile Selasije osobno se angažirao da se osnuje Organizacija afričkog jedinstva 1963., on je pozvao novu organizaciju da ima svoje sjedište u Adis Abebi. Valja istaći da je u to vrijeme tadašnja FNR Jugoslavija, imala među prvim afričkim zemljama odlične odnose s tadašnjom Etiopijom Haile Selasija i izdašno je pomagala. Već je 1958. Splitsko poduzeće Pomgrad obnovilo i dogradilo luku Assab u Etiopiji (danas Eritreja)
 Tako je i Palača Organizacije afričkog jedinstva iz 1964. bila djelo naših građevinara, kao jedan od prvih reprezentativnih objekata izgrađenih po Africi. I nakon transformacije iz  2002. nova organizacija Afrička unija ima isto sjedište. U toj palači ima sjedište i Gospodarska komisija Ujedinjenih naroda za Afriku. Adis Abeba je također i sjedište Vijeća Istočnih pravoslavnih crkava od 1965.
Etiopija se često naziva kolijevkom čovječanstva zbog velikog broja najstarijih fosilnih nalaza hominida poput Lucy Dosad se držalo da je sjevernoistočna Afrika posebice regija Afarkolijevka čovječanstva, međutim najnovije DNK analize pomaknule su stanište prvih ljudi blizu današnje Adis Abebe.
Nakon analize DNK provedene na gotovo 1.000 ljudi diljem svijeta, genetičari i drugi znanstvenici utvrdili su da su se prvi ljudi proširili iz prakolijevke blizu današnje Adis Abebe prije nekih 100.000 godina.

## Znamenitosti grada
Jedan od najpoznatijih simbola Adis Abebe je Spomenik Yekatit 12 (Spomenik žrtvama fašizma) iz 1955. na Trgu žrtava (Sidist Kilo) rad kipara Antuna Augustinčića uz pomoć Frane Kršinića. Taj spomenik bio je poklon predsjednika Tita Etiopskom narodu, u to vrijeme Etiopija i ondašnja Jugoslavija gajile su veliko prijateljstvo između ostalog i na osnovu istog proživljenog iskustva, jer su obje bile žrtve talijanskog fašizma. Ovaj spomenik je podignut kao uspomena na žrtve masakra nad građanima Adis Abebe kojeg je izvela talijanska vojska 19. veljače 1937. u znak odmazde zbog neuspjelog atentata na talijanskog potkralja maršala Grazianija.
Adis Abeba ima brojne muzeje u ustanove državnog značaja od kojih vrijedi spomenuti; Etiopski nacionalnom muzej (u njemu se čuva Lucy), Etiopsku Nacionalnu knjižnicu, Etiopski Etnografski Muzej (bivša carska palača), Muzej Adis Abebe, Etiopski Prirodoslovni muzej, Etiopski željeznički muzej i Nacionalni Poštanski muzej.
Poznate građevine Adis Abebe su Katedrala sv. Jurja (iz 1896.),  Katedrala Svetog Trojstva (nekoć najveća crkva Etiopske pravoslavne crkve) tu su pokopani Sylvia Pankhurst, car Haile Selasije, članovi carske obitelji i heroji borbe protiv Talijana.
Tu je i Menelikova stara carska palača koja je i dalje službeno sjedište vlade, preko puta nje nalazi se Dvorana Afrika (Africa Hall) iz 1964. tu je osnovana Organizacija afričkog jedinstva, nju su izgradili jugoslavenski građevinari.
U susjedstvu je Nacionalna Palača nekoć znana kao Jubilarna Palača (građena za Srebrni jubilej cara Haile Selassie 1955.) danas je službena rezidencija predsjednika Etiopije.
U neposrednoj blizini katedrale Presvetog Trojstva je zgrada Parlamenta s tornjem za sat, izgrađena je za vrijeme vladavine cara Haile Selasija. Preko puta parlamenta nalazi se Dvorana Shengo, izgrađena za vrijeme vojnog režima Derg Mengistu Haile Mariama kao nova zgrada parlamenta. Dvorana Shengo je najveća montažna zgrada na svijetu, izgrađena je u Finskoj. Danas se koristi za velike skupove i priredbe. U istoj četvrti Piazza nalazi se Kazalište Hager Fikir, najstarije kazalište u Etiopiji.
U gradskoj četvrti Merkato gradi se najveća tržnica na otvorenom u Africi. tu se nalazi i velika Anwar džamija, najveća džamija u Etiopiji. U istoj četvrti je i rimokatolička katedrala Svete obitelji. Nedaleko zračne luke Bole podignuta je crkva Spasitelje svijeta (Medhane Alem) druga po veličini u Africi.

## Gospodarstvo
Gospodarstvo Adis Abebe je raznovrsno, prema službenim statističkim podacima savezne vlade, oko 119.197 stanovnika radi u trgovini, 113.977 u industriji, 80.391 u kućnoj radinosti, 71.186 u gradskoj upravi, 50.538 u transportu i komunikaciji, 42.514 u obrazovanju, zdravstvu i socijalnim službama, 32.685 u hoteljerstvu i ugostiteljstvu, a 16.602 u poljoprivredi.
Mnogi siromašni Etiopljani osobito oni iz osiromašenih sela dolaze u Adis Abebu prosjačiti. U najnovije vrijeme vlada čini napore da smanji njihov broj, nastojaći ih obrazovati i osigurati im radna mjesta. Unatoč prosjacima Adis Abeba je relativno čist i siguran grad, s malim postotkom sitnog kriminala (džeparenje i maloljetničke provale). U novije vrijeme dešava se bum izgradnje visokih zgrada, trgovačkih centara i spa hotela.

## Stanovništvo
Na temelju preliminarnih rezultata popisa stanovništva iz 2007., Adis Abeba ima ukupno 2.738.248 stanovnika, od toga 1.304.518 muškaraca i 1.433.730 žena. U Adis Abebi živi 22.9% svog gradskog stanovništva Etiopije, tu žive sve etiopske etničke grupe, jer je glavni grad, nema zabilježenih međuetničkih sukoba.
Najveći dio stanovnika Adis Abebe su vjernici Etiopske tevahedo crkve (74.7%), potom slijede Muslimani (16.2%), Protestanti (7.8%), Rimokatolici (0.5%), dok su svi ostali 0.8%, slijedbenici nekih drugih vjera ( hinduizma, judaizma ili nečeg drugog).

## Školstvo
Sveučilište Adis Abeba osnovano je 1950. prvotno se zvalo University College of Addis Abeba, 1962.  je preimenovano u Sveučilište Haile Selasije, kad je on darovao svoju palaču Genete Leul sveučilištu. Današnji naziv nosi od  1975. Današnje sveučilište ima šest kampusa u Adis Abebi a sedmi u gradu Debre Zeit (oko 45 km od grada), Sveučilište ima brojne podružnice u mnogim gradovima diljem Etiopije.
Unutar Sveučilišta djeluje Institut za etiopske studije i Etnografski muzej. Grad ima i brojne kvalitetne privatne fakultete; Admas College, Ethiopian Civil Service College i Unity University.

## Klima
Adis Abeba ima subtropsku planinsku klimu, ukratko to je klima s blagim temperaturnim razlikama od 10 °C, nešto poput vječnog proljeća na afrički način. 
| Klimatološki srednjaci za Adis Abeba | Klimatološki srednjaci za Adis Abeba | Klimatološki srednjaci za Adis Abeba | Klimatološki srednjaci za Adis Abeba | Klimatološki srednjaci za Adis Abeba | Klimatološki srednjaci za Adis Abeba | Klimatološki srednjaci za Adis Abeba | Klimatološki srednjaci za Adis Abeba | Klimatološki srednjaci za Adis Abeba | Klimatološki srednjaci za Adis Abeba | Klimatološki srednjaci za Adis Abeba | Klimatološki srednjaci za Adis Abeba | Klimatološki srednjaci za Adis Abeba | Klimatološki srednjaci za Adis Abeba |
| mjesec                               | sij                                  | velj                                 | ožu                                  | tra                                  | svi                                  | lip                                  | srp                                  | kol                                  | ruj                                  | lis                                  | stu                                  | pro                                  | godina                               |
| ------------------------------------ | ------------------------------------ | ------------------------------------ | ------------------------------------ | ------------------------------------ | ------------------------------------ | ------------------------------------ | ------------------------------------ | ------------------------------------ | ------------------------------------ | ------------------------------------ | ------------------------------------ | ------------------------------------ | ------------------------------------ |
| srednji maksimum, °C                 | 28                                   | 30                                   | 29                                   | 31                                   | 33                                   | 34                                   | 31                                   | 29                                   | 27                                   | 33                                   | 27                                   | 28                                   | 34                                   |
| srednja dnevna temperatura, °C       | 24                                   | 24                                   | 25                                   | 25                                   | 25                                   | 23                                   | 21                                   | 21                                   | 22                                   | 24                                   | 23                                   | 23                                   | 23                                   |
| srednji minimum, °C                  | 6                                    | 8                                    | 9                                    | 10                                   | 10                                   | 9                                    | 10                                   | 10                                   | 9                                    | 7                                    | 6                                    | 5                                    | 8                                    |
| oborine, mm                          | 13                                   | 38                                   | 66                                   | 86                                   | 86                                   | 137                                  | 279                                  | 300                                  | 191                                  | 20                                   | 15                                   | 5                                    | 1236                                 |
| Izvor: BBC Weather, podaci za 1999.  |                                      |                                      |                                      |                                      |                                      |                                      |                                      |                                      |                                      |                                      |                                      |                                      |                                      |

## Promet
Javni gradski prijevoz je kaotičan i slabo organiziran, odvija se autobusima i plavo i bijelim taksijima. Posebnost Adis Abebe su minibus taksiji za najmanje dvanaest osoba, s dvoje službenika; vozačem i weyalom koji je zadužen za naplatu i dogovor o vožnji.
Adis Abeba ima novu međunarodnu zračnu luku Bole (IATA: ADD, ICAO: HAAB), otvorenu 2003. Ona je i sjedište domaćeg zračnog prijevoznika Ethiopian Airlines.
Stara zračna luka Lideta u zapadnom dijelu grada danas se uglavnom koristi za manje zrakoplove i helikoptere.
Jedna od zanimljivosti grada je i mala željeznička stanica izgrađena za prugu Džiibuti - Adis Abeba u slikovitom stilu francuskih kolodvora 19. stoljeća

## Galerija slika
- Ulica u Adis Abebi
- Pogled iz Hotela Sheraton na grad
- Sveučilište Adis Abeba
- Pogled na Adis Abebu
- Ulica Churchill
- Zgrada etiopske elektre
- Etiopska komercijalna banka
- Pogled iz zraka na Adis Abebu
- Hotel Taytu
- Stadion Adis Abeba

## Gradovi prijatelji
- Izrael Beer Ševa, 2004.
- NR Kina Peking
- Južna Koreja Chuncheon
- Njemačka Leipzig, 2004.
- SAD San Francisco

## Poznati sugrađani
- Nikos Papatakis, (1918.-) Grčki filmski redatelj
- Meseret Defar, (1983.-) etiopska atletičarka, olimpijska pobjednica u utrci na 5000 m iz Atene 2004. i svjetska rekorderka u utrci na 5000 m (Zlatna liga Oslo 2007.)
- Liya Kebede, (1978.-) etiopski supermodel
- Noah Samara, izvršni direktor kompanije Worldspace
- Tilahun Gessesse, poznati etiopski pjevač
- Asrat Woldeyes, kirurg/profesor i osnivač stranke AAPO
- Haile Gebrselassie (1973), etiopski trkač na srednje i duge pruge, olimpijski pobjednik iz Atlante 1996. i Sydneya 2000. na 10000 m.

## Vanjske poveznice
Vodič: Addis Ababa na Wikivoyageu
- Službene stranice gradske uprave Adis Abebe
- Službene stranice gradskog vijeća Adis Abebe

### Opće informacije
- Upoznajte Adis Abebu  Arhivirana inačica izvorne stranice od 9. veljače 2007. (Wayback Machine)
- Hoteli u Adis Abebi
- Škole i Fakulteti u Adis Abebi
- Interaktivna karta grada i poslovna tražilica

### Turistički vodiči i footografije
- Panoramske fotografije Adis Abebe
- Fotografije iz Adis Abebe